# Pedagogia da Esperança
Pedagogia da Esperança: um reencontro com a pedagogia do oprimido, é um livro do educador brasileiro Paulo Freire, em que o autor recapitula os momentos relevantes na concepção do livro Pedagogia do Oprimido., escrito em 1968 quando encontrava se exilado no Chile.Trata-se mais de um livro biográfico e de memórias do que teórico, e poucas novidades são introduzidas no campo da teoria pedagógica. É desse livro, todavia, a famosa afirmação de que a educação sozinha não implica a transformação do mundo, mas a viabiliza.
Um dos últimos livros de Freire, foi publicado em 1992 durante a crise política e social que levou ao impeachment de Fernando Collor. Em tal momento, em vez de perder as esperanças e cair no fatalismo, o povo deveria, pelo contrário, ter esperança. Porém, apenas a esperança não basta. É necessária também a ação. "É por isso que não há esperança na pura espera, nem tampouco se alcança o que se espera na espera pura, que vira, assim, espera vã".
A primeira edição é datada de 1992, cuja foto da capa foi tirada pelo filho de Paulo Freire, Joaquim Temístocles  Freire Neto. A foto foi feita às margens do Lago Léman, em Genebra, Suíça.

## Trechos relevantes
| “                     | Não há mudança sem sonho, como não há sonho sem esperança | ” |
| — Paulo Freire, P.d.E |                                                           |   |

O autor relembra as "tramas" que teceram a Pedagogia do Oprimido, isto é, os momentos da vida que foram decisivos para que ele concebesse sua obra. Uma passagem relevante desta parte é a do momento em que ele é interpelado por um operário durante uma apresentação. Nesse momento, Freire aprendeu que precisava conviver com os oprimidos para saber a visão de mundo que eles tinham, e por que se comportavam do modo que se comportavam. Isto é, por que aplicavam castigos violentos nas crianças.
Freire aceitou uma crítica à Pedagogia do Oprimido, a saber, a linguagem machista, conforme apontado por algumas leitoras mulheres. Desde então, Freire passou a usar uma linguagem mais inclusiva, como "seres humanos" em vez de "homens".
| “ | Daquela data até hoje, me refiro sempre a mulher e homem ou seres humanos. Prefiro, às vezes, enfeitar a frase explicitando, contudo, minha recusa à linguagem machista | ” |

Há também uma passagem sobre as ideias erradas em torno da educação dialógica. Primeiro, ela não deve ser mero papo furado:
O diálogo, na verdade, não pode ser responsabilizado pelo uso distorcido que dele se faça. Por sua pura imitação ou por sua caricatura. O diálogo não pode converter-se num "bate-papo" desobrigado que marche ao gosto do acaso entre professor ou professora e educandos— Freire, Paulo (1997). Pedagogia da esperança. [S.l.]: Paz e Terra,
Outro equívoco comum em relação é que tal educação ela implica uma absoluta horizontalidade entre educador e educando. Escreve freire:
O diálogo entre professoras ou professores e alunos ou alunas não os torna iguais, mas marca a posição democrática entre eles ou elas. Os professores não são iguais aos alunos por n razões, entre elas porque a diferença entre eles os faz ser como estão sendo. Se fossem iguais, um se converteria no outro. O diálogo tem significação precisamente porque os sujeitos dialógicos não apenas conservam sua identidade, mas a defendem e assim crescem um com o outro. O diálogo, por isso mesmo, não nivela, não reduz um ao outro. Nem é favor que um faz ao outro. Nem é tática manhosa envolvente, que um usa para confundir o outro. Implica, ao contrario, um respeito fundamental dos sujeitos nele engajados, que o autoritarismo rompe ou não permite que se constitua. Assim também a licenciosidade, de forma diferente, mas igualmente prejudicial.— Freire, Paulo (1997). Pedagogia da esperança. [S.l.]: Paz e Terra,
Além disso, aborda a importância da esperança e do sonho na prática educativa e na luta por uma sociedade mais justa. Freire defende a necessidade de manter a esperança, mesmo diante de situações desafiadoras e desanimadoras. Ele argumenta que a esperança é uma necessidade fundamental para a transformação social e não pode ser descartada, apesar das dificuldades. Ao longo do texto, explora a relação entre a esperança e a ação, enfatizando que a esperança, por si só, não transforma a realidade, mas é essencial para fortalecer e motivar a luta por mudanças. Ele critica a visão de que a esperança sozinha pode mudar o mundo, mas também alerta contra a ideia de que a luta social pode se reduzir a uma abordagem puramente científica e calculista, sem a inclusão da esperança e da ética.
O autor destaca a importância da prática associada à esperança para que esta se torne uma concretude histórica. Argumenta que a desesperança leva à imobilidade e ao fatalismo, impedindo a ação transformadora. Por isso, a esperança não pode ser vista como mera espera passiva, mas sim como um impulso para a ação. Nessa parte do texto remete muito a ideia Bloch em que aborda a esperança como uma força motriz na condição humana e na busca por um futuro melhor. Bloch, investiga as manifestações da esperança em diferentes aspectos da vida social, cultural, política e histórica. Ele destaca que a esperança é uma força dinâmica que impulsiona as pessoas a agir e a buscar um mundo mais justo e melhor. Bloch observa como a esperança é um componente vital na criação de projetos e na construção de utopias, não como algo ilusório, mas como uma força capaz de impulsionar mudanças reais na sociedade. Ademais, Freire aborda a importância do educador progressista em desvelar as possibilidades de esperança, promovendo análises políticas sérias e corretas para motivar a ação. Ele destaca a necessidade de enfrentar os desafios e as injustiças, recusando-se a compactuar com situações que ferem os valores fundamentais.
O autor também relata seu reencontro com a Pedagogia do Oprimido, discutindo a atualidade de experiências, debates e projetos vivenciados no passado, relacionados à pedagogia centrada na libertação dos oprimidos. Freire não busca meramente reviver o passado, mas reflete sobre como tais experiências são atuais e relevantes para o presente, mantendo-se ativo na busca por um mundo mais justo. Por fim, ele expressa sua gratidão a um grupo de amigos e colegas, destacando o apoio e o estímulo recebidos durante a elaboração de seu livro, reforçando a importância do diálogo e da colaboração na construção de uma educação baseada na esperança e na justiça social.
Paulo Freire também acredita que a prática educativa não é neutra, e sim diretiva. O autor entende que uma educação sem influência do professor nos alunos é impossível. Entretanto, tendo isso em mente, esse educador deve assumir uma postura de quem guia os educandos ao longo do estudo, de modo livre que não imponha sua própria ideologia na formação de pensamento dos educandos. Quando esse profissional assume esse Ensino Autoritário, o espaço de ensino assume um estado de Manipulação.
Em meio a essa ideia de levar em consideração o educando, Paulo Freire cita o conceito de George Snyders de “cultura primeira” e “cultura elaborada”, que fazem parte da Pedagogia Progressista. Dentro desse modelo de educação, acredita-se que é importante levar em consideração o que o aluno já conhece, externamente ao cenário acadêmico, para desenvolver o saber escolar. Temos, então, cultura primeira, que consiste em uma cultura não sistematizada, adquirida no cotidiano, e a cultura elaborada, que consiste em uma cultura sistematizada, adquirida na escola.

## Oposição entre a educação dialética e a mecanicista
Paulo Freire defende uma posição dialética e dialógica à educação, contrariando o pensamento que ele chama de mecanicista e anti-dialético.  Este pensamento, diz Freire, é incapaz de compreender a consciência crítica a não ser como epifenômeno, como resultado,  não como fator das mudanças sociais. A visão mecanicista é autoritária, não dialoga com as classes populares, impossibilita falar sobre conscientização. Já a posição dialética é democrática, tornando necessário que o educador ou educadora progressista tenha atenção e tente conhecer e entender a comunidade em que atua, sua religiosidade, suas festas, por exemplo. Nesse sentido, sem conhecer seu público, dificilmente seu discurso será ouvido, ou, irá corroborar a ideia de que o discurso de difícil da classe dominante é superior.  

## Como um fato cultural negativo pode ser usado de forma progressista e positiva?
Freire elucida uma relação entre negatividade e positividade da cultura, chamando a atenção de educadores: mesmo que determinado fator histórico-cultural seja de certa forma negativo, pode ser utilizado positivamente na educação progressista. Para exemplificar, podemos utilizar a historia da escravidão no Brasil, trágica e violenta. Mas, diz Freire: pode ter um papel na educação progressista; no regime escravocrata há uma relação dialética (senhor-escravizado) e a posição do escravizado é sempre de defesa, não importando a situação: quando se rebela, ou quando obedece. Manter-se obediente, por medo, também é uma maneira de resistência, pois se não obedecer pode perder a vida. No Brasil, o ato de não rebelar-se, também é forma de resistência, pois sobreviver enquanto tentam te massacrar e exterminar, é resistir. Neste sentido é importante tratar desta tradição de luta - dos que outrora foram escravizados e hoje, muitas vezes são os “sem-terra”, “sem escola” - para potencializar a conscientização, através da demonstração dessa tradição de luta ininterrupta. Dessa forma, aproveitar esta tradição de luta, de resistência, e trabalhá-la é uma tarefa nossa, de educadoras e educadores progressistas” - tomando cuidado para não cair em idealismos. 

## Da Tanzânia até Nova York
Freire realizou uma série de viagens que começaria na Tanzânia e teria seu ponto de chegada nos EUA. Em sua primeira parada, Freire percebe e descreve sobre a tensão racial pós apartheid, as resignação emotivas feitas ao espaço, e as memórias que eles traziam as pessoas que Freire acompanhava, havia uma acidez, muito bem pautada e justificada sobre as dinâmicas de violência racial, Paulo Freire se propõe nessas primeiras viagens a se perceber como um pequeno telespectador, sua escrita é uma contínua câmera, que perpassa o restaurante, a praia, e sua relação antes proibida, com o sujeito negro. 
Frreire começa a participar de maneira passiva ainda em certas discussões sobre o processo revolucionário e o lugar da educação nesse novo mundo desejado, uma das referências que ressoa em grande parte dos escritos pedagógicos revolucionário de Freire e a figura de Almicar Cabral, líder revolucionário da Guiné Bissau,, essa figura é citada por Freire durante a conversa como forma de ofertar uma realidade próxima aquela sugerida durante a conversa; após um período na África Oriental, Paulo Freire continua sua viagem, para um congresso no EUA. Em Nova York os lugares sociais de distância eram muito bem demarcados em Nova York, para além da vontade opressiva da estrutura, burguesa, brancas, hetero-cisgêneras, durante o decorrer do congresso, ele consegue vigiar a falta de vontade de pessoas negras, imigrantes e LGBT em dialogarem entre si mesmas, o que parece incomodar Freire de maneira incitadora, em  que ,ao subir no palco para dialogar, comenta sobre a necessidade desses grupos criarem espaços de diálogo entre si e se reconhecerem como também integrantes de um único grupo, já que enquanto eles resistiam a se unir, a classe dominante estava muito bem sentada sobre a exploração e desunião dessas minoria; o discurso de Freire se torna solto e  mal encarado, visto as diferentes propostas que os contextos sociopolíticos daqueles grupos estavam inseridos,  a fala de Freire se desencaixada dos debates e pautas propostas pelos outros movimentos sociais ali presentes.